# FN MAG
FN MAG (фр. Mitrailleuse d'Appui Général) је белгијски средњи митраљез, калибра 7,62x51mm. Развио га је крајем 1950-их конструктор Ернест Вервје и убрзо је уведен у наоружање бројних чланица НАТО пакта, као и многих других неутралних или про-западно оријентисаних земаља. Митраљез MAG је у то време представљао сам врх у свету наоружања, те је у многим војскама заменио старије митраљезе.
Митраљез MAG се показао као врло успешно решење, а уз мање измене је уведен и у наоружање Америчке војске под ознаком М240. FN MAG се тренутно користи као основни средњи митраљез у више од 80 земаља света.

## Опис
Митраљез FN MAG користи позајмицу барутних гасова и систем брављења старијег пушкомитраљеза М1918 BAR док су механизам за окидање и начин храњења развијени по угледу на MG 42. Храњење се врши са леве стране и то реденицима капацитета 50 метака, могу се користи немачки DM1 или амерички десинтегришући М13 реденик. Митраљез такође поседује могућност замене цеви уколико је прегрејана након константне паљбе. Током Фолкландског рата је забележен случај да су британски митраљезци одједном испалили 5.000 метака, око стрелаца је остало брдо чаура али је митраљез и даље савршено функционисао иако је цев била усијана попут врелог гвожђа. У лежећем ставу на ножицама су са лакоћом кошене мете на удаљености од 100-200m док су са троножног постоља погађане мете удаљене и више од 600m. Троножно постоље има елевацију од 30° до +15° и осну путању од пуних 360°. Сандук је израђен од пресованог челичног лима спојеног закивцима и тачкасто заварених на критичним местима. Брзина паљбе се регулише гасним регулатором, основна каденца је 650 мет/мин, међутим променом положаја гасног регулатора се може интензивирати до 900 мет/мин. Расклапање и чишћење овог митраљеза је једноставно јер се састоји од релативно малог броја делова. Иако делује балистички савршено, највећа мана MAG-а је тежина, наиме овај митраљез је осетно тежи од својих конкурената због чега га у војскама могу носити само крупније грађени војници. Већа тежина га чини савршеним за монтирање на возила јер се смањује трзај и задржава висока прецизност али мања компактност ограничава његову улогу у офанзивним операцијама због чега се MAG користи углавном за подршку на нивоу чете и батаљона док се на нивоу вода користе лакши пушкомитраљези попут FN Minimi или М249.

## Производња
Митраљези FN MAG се са лиценцом или без ње производe у следећим земљама:
- Аргентина- фирма  Dirección General de Fabricaciones Militares под ознаком Tipo 60-20 MAG.
- Белгија- матична земља порекла, производи га фирма FN Herstal.
- Уједињено Краљевство- фирма Manroy Engineering.
- Египат- фирма Maadi под ознаком Helwan 920.
- Индија- фирма Indian Ordnance Factories.
- Индонезија- фирма Pindad под ознаком SM2 V1.
- Нигерија- фирма DICON.
- Кина- фирме Norinco, Changfeng Machinery Co. Ltd и Yunnan Xiyi Industry Company Lt. производе копију MAG без лиценце.
- Сједињене Државе- фирма FNH USA у граду Коламбија и фирма U.S. Ordnance из Риноа (Невада) производе америчку верзију М240.
- Република Кина- фирма 205th Armory производи верзију под именом Тип 75.
- Шведска- фирма Bofors Carl Gustaf под ознаком Ksp 58.

## Модели и верзије
Митраљези FN MAG се производe у бројним земљама и у различитим варијантама. 

### Белгија
- MAG 60.20 - стандардна пешадијска верзија са рукохватом, фиксираним кундаком и ножицама.
- MAG 60.30 - верзија без кундака, намењена монтирању у авионе и хеликоптере. Неке подваријанте овог модела се могу хранити и са леве и десне стране.
- MAG 60.40 - верзија намењена за постављање на оклопна возила и тенкове.
- MAG 10.10 - верзија развијена за коришћење у прашумама, поседује краћу кундак и краћу цев.

### Уједињено Краљевство
- L7 GPMG - британска верзија произвођена по лиценци. Британци су на његовој основи развили читав низ митраљеза различитих намена.

### Сједињене Државе
- М240 - америчка верзија митраљеза FN MAG, уведена у службу 1977. године.

### Шведска
Шведска компанија FFV-Carl Gustaf производи митраљезе MAG по лиценци, у следећим варијантама:
- Kulspruta 58 - прва верзија калибра 6.5x55mm, усвојена 1958.
- Kulspruta 58B - верзија у калибру 7.62x51mm, уведена у наоружање 1970их када је Шведска усвојила стандарде НАТО пакта.
- Kulspruta 58C - верзија монтирана на оклопно возило CV90.
- Kulspruta 58Strv - верзија намењена монтирању у тенкове.
- Kulspruta 58D - модернизована верзија модела B.

### Тајван
- Тип 74 - тајванска варијанта стандардног митраљеза MAG.

### Кина
- CQ, 7.62 × 51 - копија намењена извозу. Производи је без лиценце компанија Norinco (China North Industries).
- XY, 7.62 × 51 - још једна кинеска копија без лиценце. Производи је фирма Yunnan Xiyi Industry Company Lt.

### Турска
- MFY-71 Makineli Tüfek - турска компанија MKEK је 2017. отворила погоне за производњу митраљеза FN MAG која би се монтирала на возила док ће за потребе пешадије бити произвођена копија руског ПКМ али у стандардном НАТО калибру 7.62x51mm. Планирано је да ова два митраљеза у наоружању замене застарели немачки MG 3.

## Земље кориснице
- Белгија
- Уједињено Краљевство
- Шведска
- Сједињене Државе
- Израел
- Индија
- Ирска
- Аустралија
- Канада
- Француска
- Родезија
- Јужноафричка Република
- Словенија
- Хрватска
- Египат
- Естонија
- Аргентина
- Грчка
- Аустрија
- Бангладеш
- Бахами
- Бахреин
- Барбадос
- Белизе
- Боливија
- Боцвана
- Бразил
- Брунеј
- Буркина Фасо
- Бурунди
- Камерун
- Чад
- Чиле
- Колумбија
- ДР Конго
- Данска
- Џибути
- Доминиканска Република
- Ел Салвадор
- Габон
- Гамбија
- Грузија
- Гана
- Гватемала
- Грчка
- Хаити
- Хондурас
- Индонезија
- Ирак
- Јамајка
- Јордан
- Кенија
- Кувајт
- Летонија
- Либан
- Либерија
- Литванија
- Луксембург
- Малезија
- Мексико
- Монако
- Мароко
- Непал
- Нови Зеланд
- Никарагва
- Нигерија
- Норвешка
- Пакистан
- Панама
- Папуа Нова Гвинеја
- Саудијска Арабија
- Сијера Леоне
- Сингапур
- Шпанија
- Суринам
- Сирија
- Тајланд
- Уругвај
- Венецуела
- Зимбабве

## Митраљези исте категорије
- Митраљез ПК
- MG 3